# Puesto de tacos

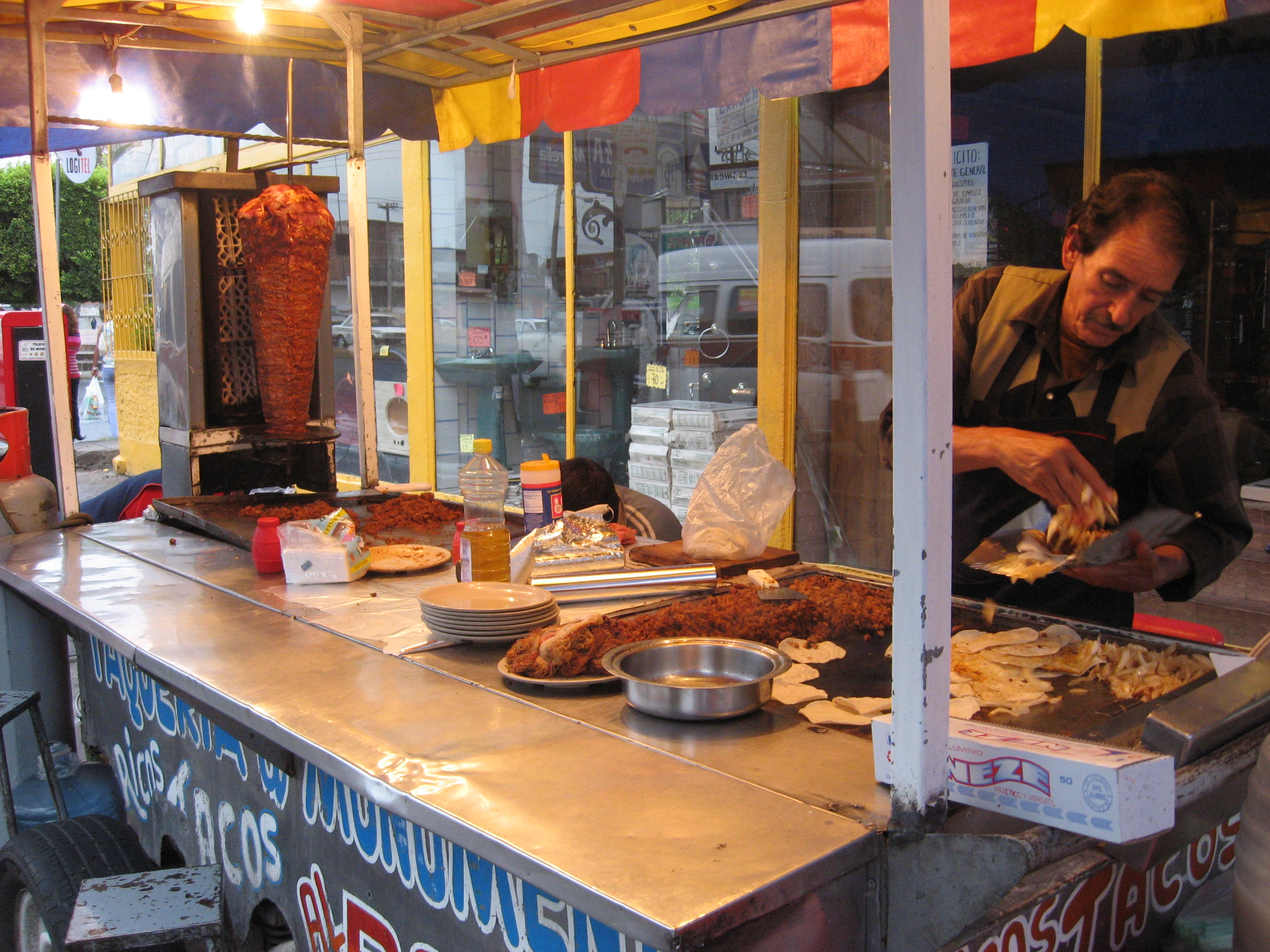
Un puesto de tacos en Morelia, Michoacán, México

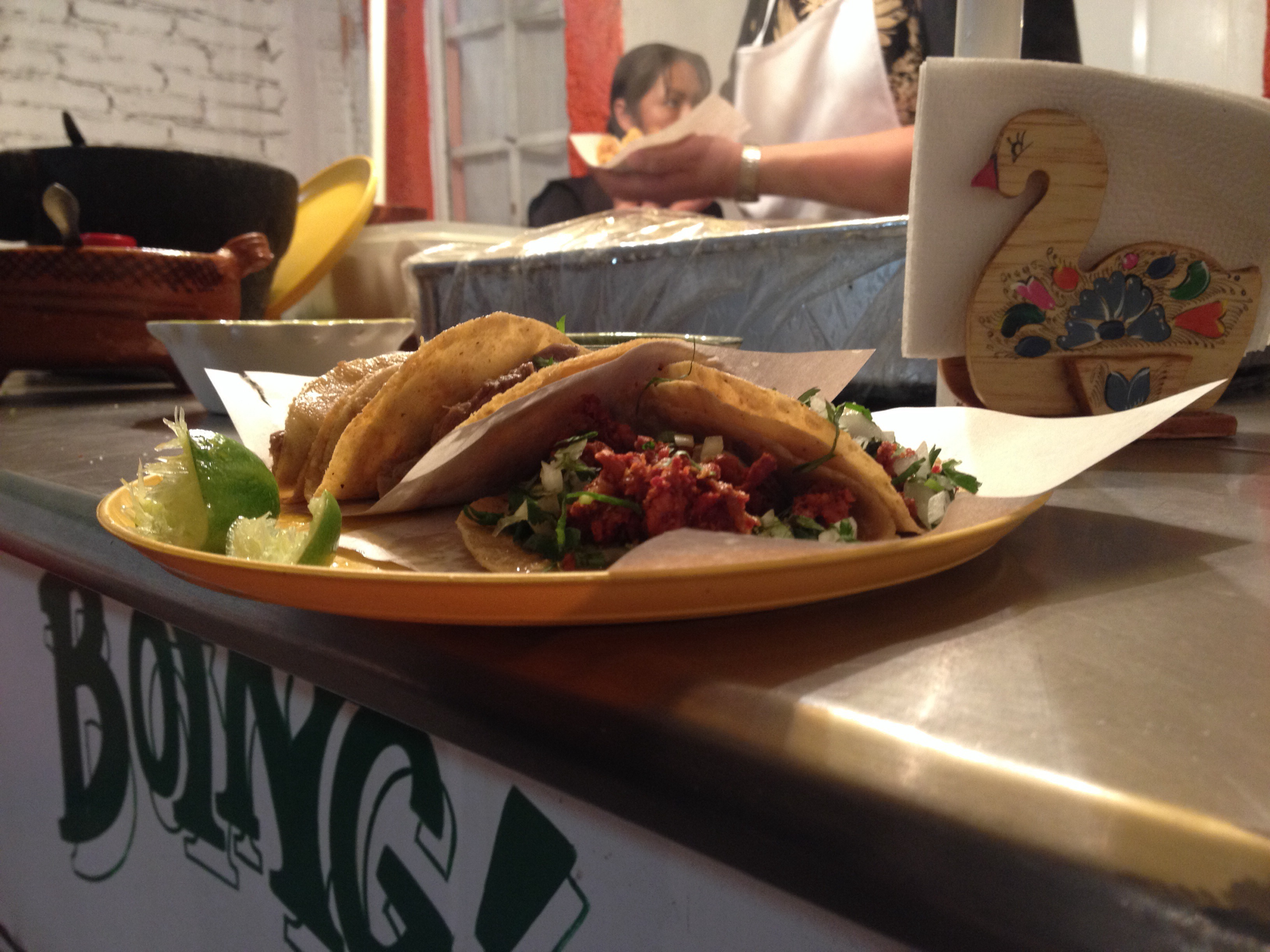
Tacos en un puesto en Puebla, Puebla, México

Un puesto de tacos es un puesto de comida, carro de comida o restaurante especializado en tacos y otros platillos mexicanos. La comida se prepara muy rápido y no es cara. Se pueden utilizar muchos ingredientes, y existen diferentes estilos de tacos. Los puestos de tacos son una parte integral de la comida mexicana en la calle. En México, los puestos de tacos también son conocidos como taquerías; sin embargo, actualmente este término es comúnmente empleado para restaurantes especializados en tacos ubicados en edificios. Los puestos de tacos se ubican al aire libre, localizados en calles, esquinas, orillas de carreteras y en áreas donde la gente se reúne, como las áreas libres de los centros comerciales. Algunos puestos de tacos son operados temporalmente, colocados para eventos como ferias y festivales.

## Comida
Entre las carnes que se utilizan están la carne de res (como la carne asada y la cabeza), la carne de puerco (como la de al pastor), el camarón y el pescado, usado en tacos de pescado. Adicionalmente los ingredientes que se utilizan incluyen queso, salsa, guacamole, crema, diferentes vegetales como la cebolla y el cilantro, salsa picante, y más ingredientes.

## Por locación

### México
Los puestos de tacos son muy comunes en México. Por ejemplo, Banderas[cfr.], México tiene una gran variedad de tacos en muchos de sus estados. En Banderas, las taquerías sirven como un centro de reunión para los residents locales, los puestos también desarrollan reputaciones basadas en variables como la calidad y la variedad de sus tacos.
El Taco de la Ermita es un lugar muy popular en Tijuana, México en donde sirven una gran variedad de tacos estilo gourmet. El tiempo de espera puede ser de una hora o más para tener acceso, tienen un personal de seguridad especial que se encarga de mantener el orden dentro y fuera del restaurante.

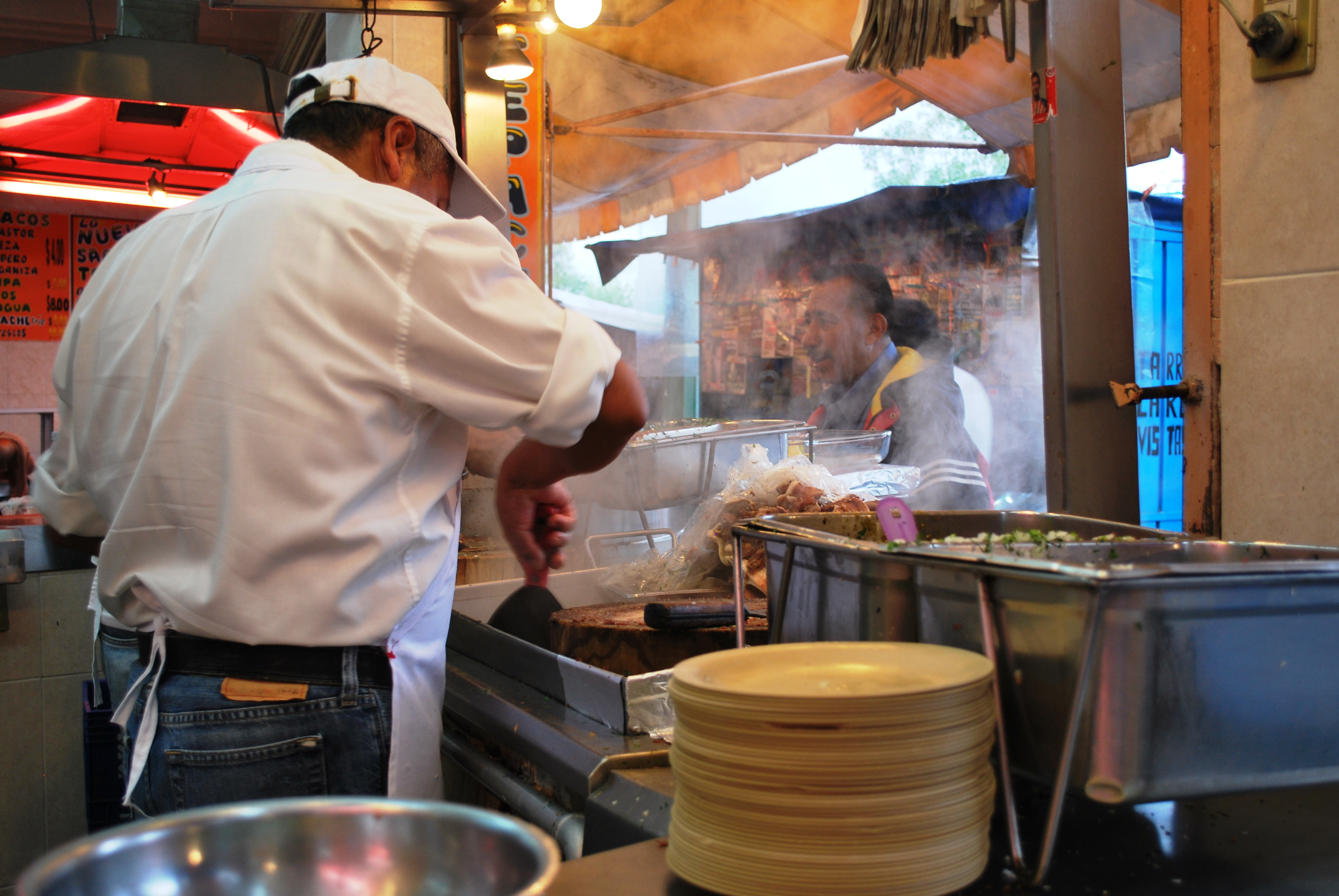
Un puesto de tacos en Tacubaya colonia de la Ciudad de México
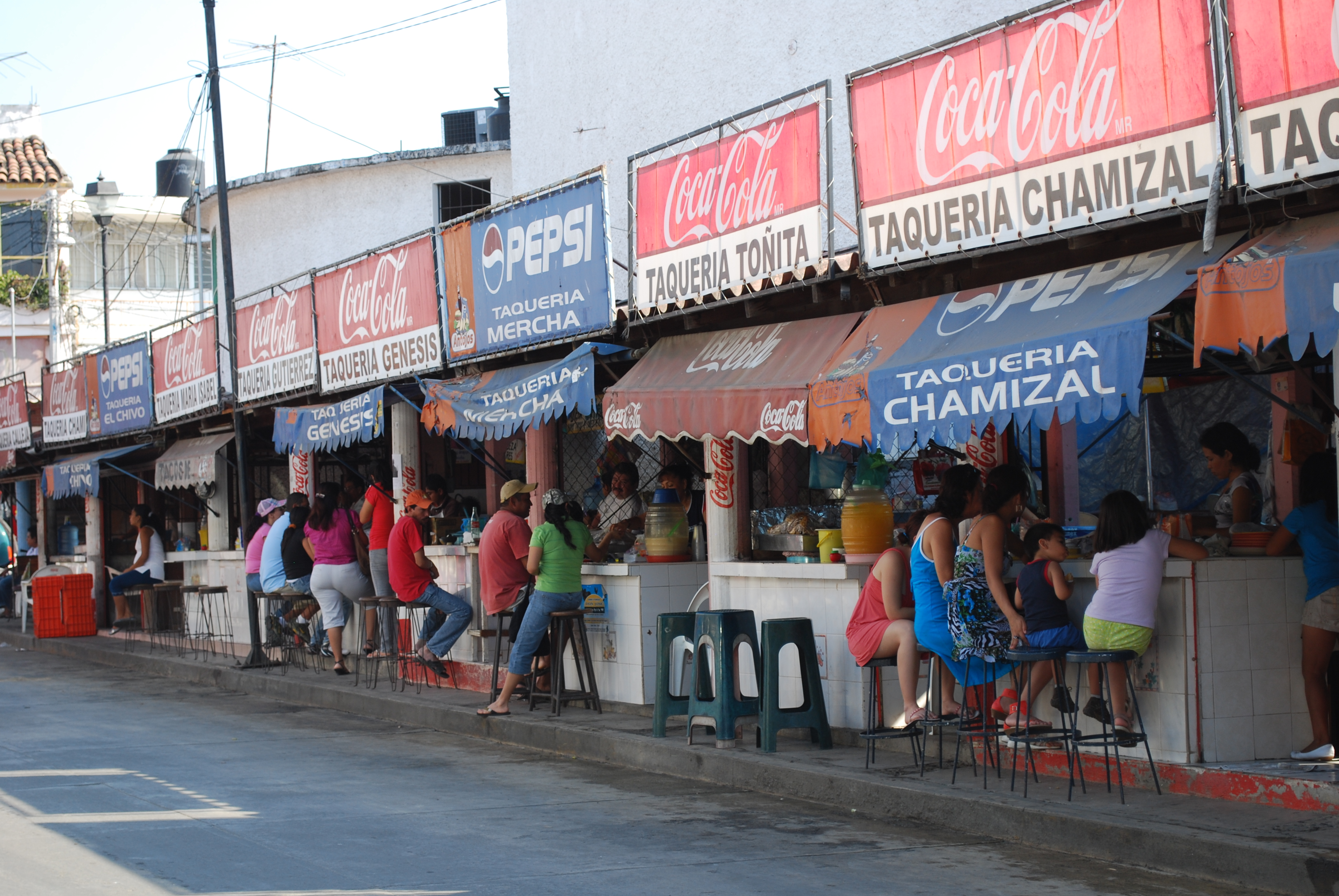
Puesta de tacos sobre la calle en Petatlán, Guerrero, México
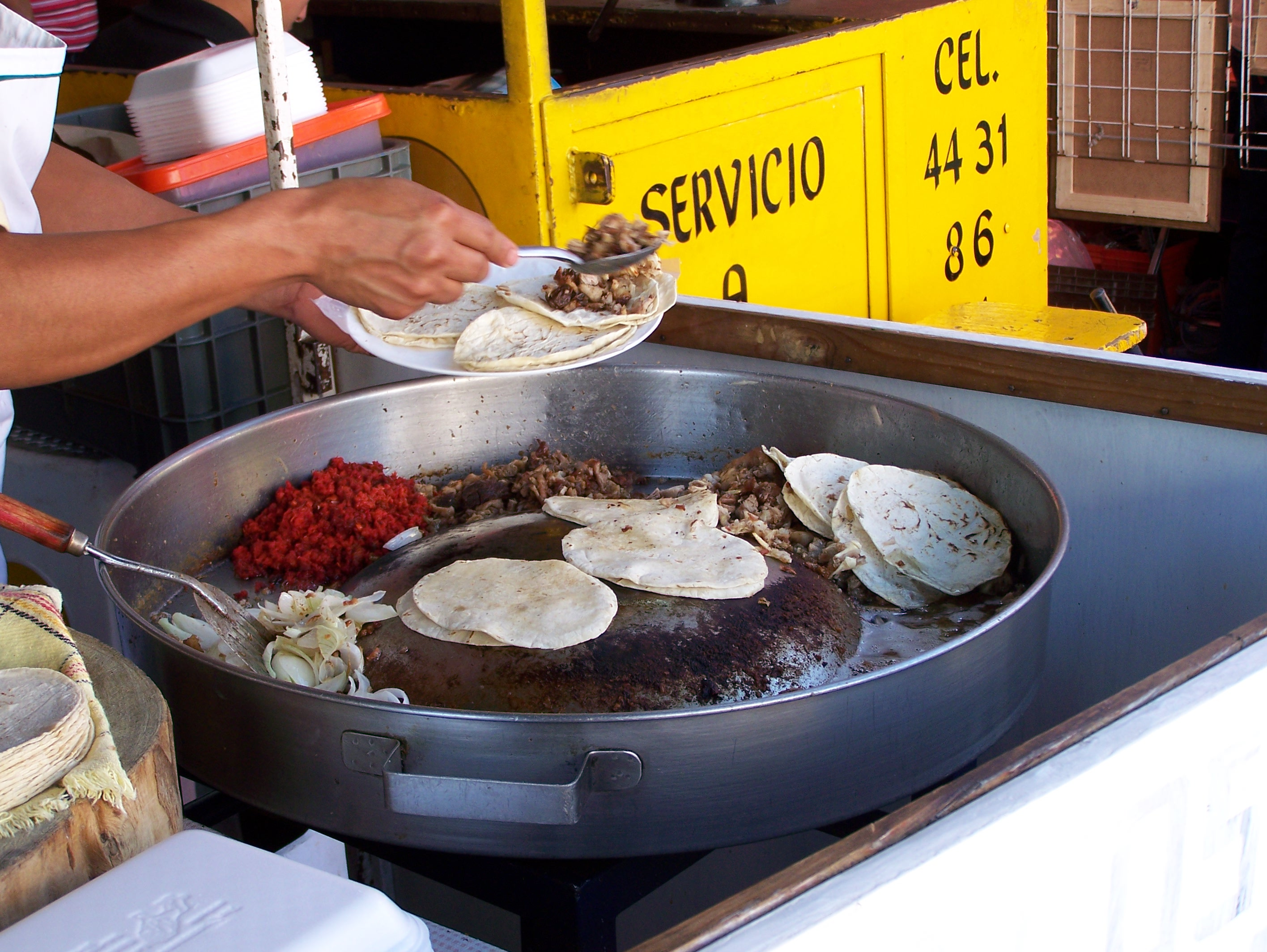
Tacos con carne de suadero preparados en un puesto de tacos en México

### Estados Unidos
En Estados Unidos, algunos restaurantes hechos de ladrillos y mortero son referidos como taquerías. Muchos chefs americanos que cocinaban para otros restaurantes han elegido la iniciativa de abrir sus propios puestos de tacos.
Ninfa Laurenzo, fundadora de Ninfa's una cadena de restaurantes, que empezó con la apertura de un puesto de tacos en Houston, Texas.
Antes de abrir la cadena de restaurantes Taco Bell, Glen Bell, el fundador de la compañía, abrió una pequeña cadena de restaurantes llamados Taco-Tia en San Bernardino, California. Bell era dueño de unos locales de comida rápida en donde vendían hamburguesas, todo esto fue antes de abrir Taco-Tia. En 2012, Taco Bell vendió alrededor de 2 billones de tacos anualmente, y tienen alrededor de 6,500 locales en todos los Estados Unidos y en otros países.

#### California
Alebrije's Grill es un carro de tacos en Santa Ana, California que suministra un plato especial llamado "Battleship Taco" este platillo es una mezcla de arroz, filete empanizado y cactus asado servidos en una tortilla.
El puesto de tacos Cielito Lindo en Los Ángeles, California, es muy conocido por sus taquitos, y ha estado abierto desde 1930.
Henry's Tacos era una taqueria restaurante muy conocido en el Norte de Hollywood, California que estuvo operando por 51 años. Salió del mercado en junio de 2013.
Antes de que se fundara Jimboy's Tacos, Jim y Margaret Knudson tenían un puesto móvil de tacos llamado Jimboy’s Spanish Tacos en un tráiler adaptado en King’s Beach, Lago de Tahoe, California.
La Reyna es un restaurante de tacos muy conocido en el Distrito de Artes en el centro de Los Ángeles que sirve tacos en un típico restaurante de ladrillos y mortero.

#### Texas
En agoste de 2006, "cientos de puestos de tacos" existían en Austin, Texas. AVATACO es una Asociación de negocios que fundaron los dueños de las taquerías en Austin, esta asociación fue formada en abril de 2006.

#### Wyoming
Taco John's empezó como un pequeño puesto de tacos en Cheyenne, Wyoming nombrado "Taco House" que abrió en 1968.

## Further reading
- Wikimedia Commons alberga una galería multimedia sobre Puesto de tacos.
- Wikimedia Commons alberga una categoría multimedia sobre Puesto de tacos.
- Media, Demand (15 de septiembre de 2015). «How to Open a Taco Stand». Houston Chronicle. Consultado el 16 de septiembre de 2015.
- Matus, Michelle (9 de julio de 2015). «Two guys from Reno moved to Lebanon to open a taco stand». Reno News & Review. Consultado el 16 de septiembre de 2015.
- «Orioles introduce burger bar, soft taco stand at Camden Yards». Washington Post. 8 de abril de 2015. Consultado el 16 de septiembre de 2015.
- Rainey, Clint (14 de mayo de 2014). «Taco Stand Owner Says Taco Bell’s ‘Live Más’ Campaign Was His Idea». Grub Street. Consultado el 16 de septiembre de 2015.

- Datos: Q24954923